# Chevrolet 400
Este artículo es sobre el modelo de coche argentino. Para el modelo norteamericano, consulte Chevrolet Chevy II.
El Chevrolet 400 es un automóvil compacto fabricado por la General Motors de Argentina en el año 1962. Con este auto General Motors respondió a la propuesta planteada por Ford y Chrysler, cuando ambas trajeron al país los primeros autos compactos: El Ford Falcon y el Chrysler Valiant. 
El coche está basado en el automóvil conocido en Estados Unidos como el Chevy II y posteriormente como el Chevrolet Nova. Fue fabricado en el país solo en versión sedán de 4 puertas, aunque a comienzos de esos años tuvo un derivado armado por el famoso piloto Froilán González, llamado Chevitú que era un Chevy II estadounidense de 2 puertas, importado a la Argentina para correr en Turismo Carretera.

## Historia

### El comienzo

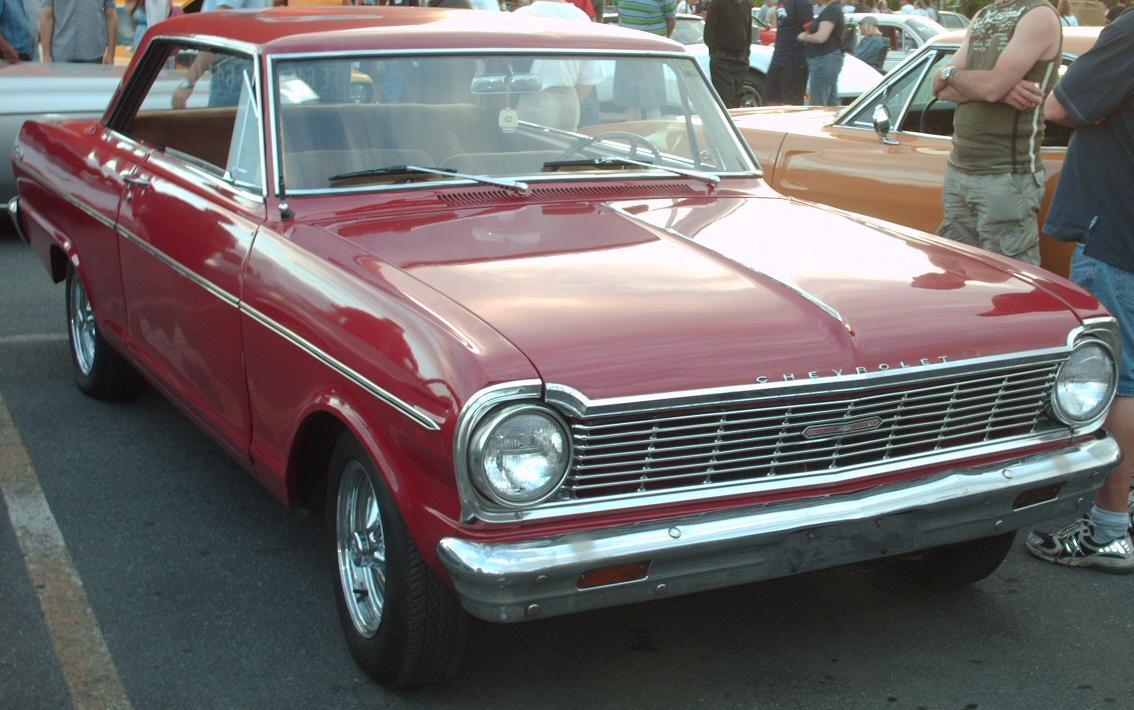
Chevrolet Chevy II estadounidense, coche matriz del Chevrolet 400.

En la década del '60, la industria automotriz se vio revolucionada con la aparición de una nueva concepción de vehículos: Los autos compactos. En la Argentina, significaron un cambio radical en las estructuras de las grandes fábricas, tal es el caso que Chrysler comenzó a fabricar el Valiant y Ford fabricaba el Falcon. 
General Motors no quiso quedar atrás y su respuesta fue un coche derivado del Chevy II estadounidense, que fue bautizado en Argentina como Chevrolet 400. Los primeros Chevrolet 400 que llegaron al país, traían faros redondos en su frente y venían equipados con motores de 194 pulgadas cúbicas o 3179 cm³.

### Primeros Chevrolet 400 argentinos

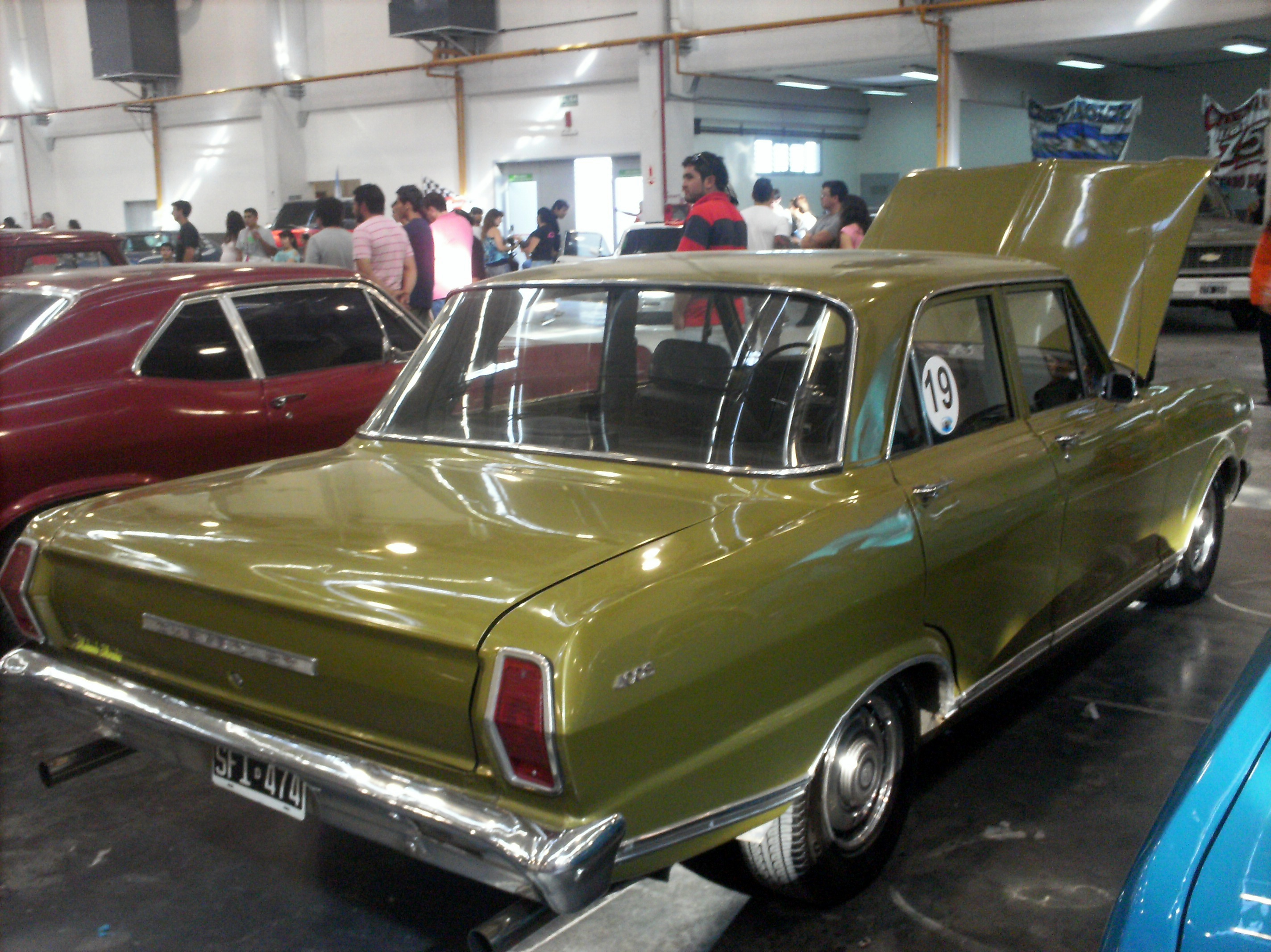
Parte trasera del 400.

El primer Chevrolet 400 argentino fue ensamblado el 21 de marzo de 1962 y venía equipado con el mismo motor denominado "194". La gama presentación del 400 ofrecía dos modelos: 
- El «Special» era una berlina de lujo, con Carburador Holley 1908
- El «Base» traía un Carburador Rochester BC de 1 boca. Este modelo fue usado, en su gran mayoría, como taxi.

Ambos generaban una potencia de 106 HP. Todo esto venía acoplado a una caja de velocidades de 3 marchas.

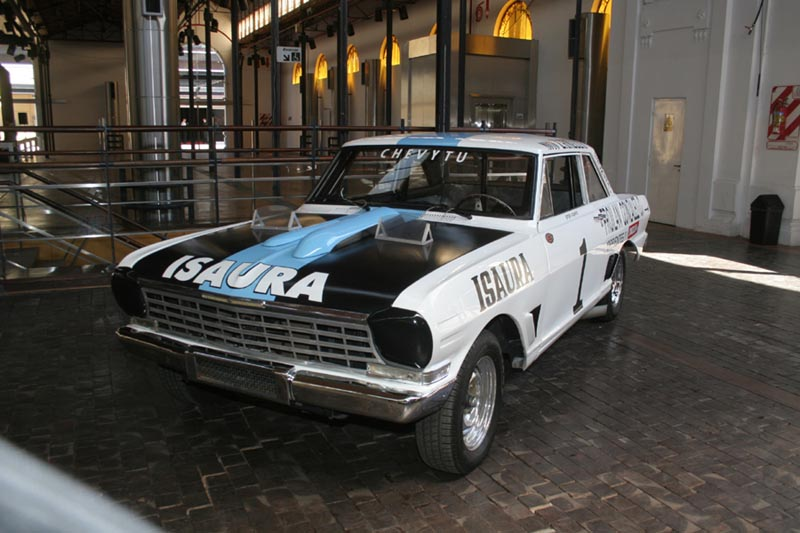
El Chevitú.

En 1964, se lanza la versión «Super», la cual presentaba un ligero retoque en su frente pasando a llevar una parrilla totalmente nueva. Lo novedoso también pasaba por lo mecánico, ya que el Súper estrenaba el nuevo motor "230" de 3.769 cm³, de 127 HP. y con un Carburador Holley R 2751, siempre equipado con su caja manual de 3 velocidades.
En el año 1965 sufre su primer restyling cambiando su frente y su parte posterior incorporando dos faros dobles uno para la luz de retroceso, más ornamentada con cromado y acompañando la línea americana.
El año 1967 llega su segundo restyling, incorporando faros redondos dobles en el frente y cambiando la luz de retroceso al paragolpes , también renueva su interior con el tablero e instrumentos que tendría hasta el final de sus días en las versiones Super y Special. Mecánicamente renueva su caja de 3 marchas por otra de iguales características pero ya con todas sus marchas sincronizadas 

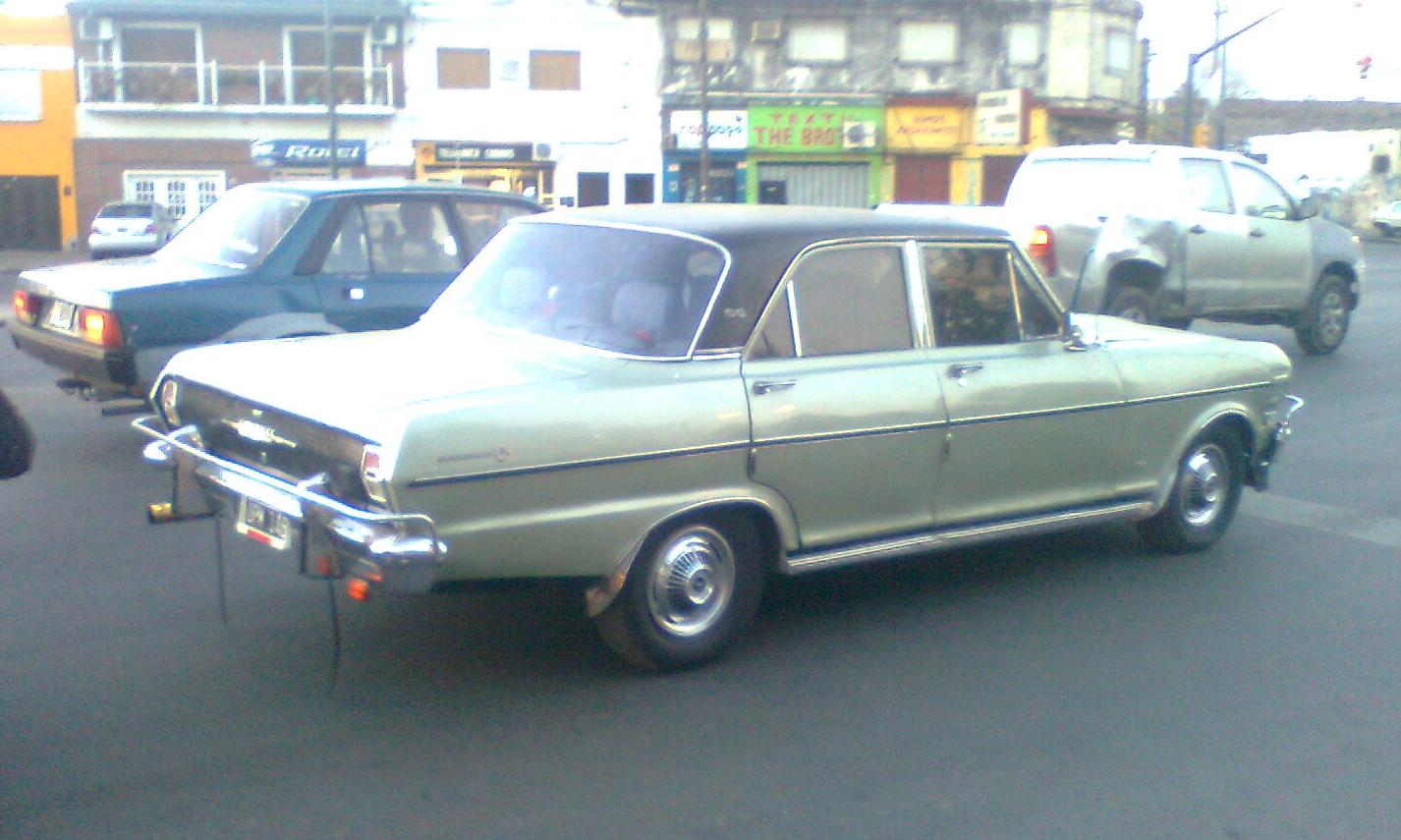
Chevrolet 400.

El año 1967 es considerado el año de gloria de Chevrolet, porque en ese año es lanzado el nuevo Chevrolet 400 Súper Sport. Se trataba de la versión más agresiva de la marca, ya que venía equipado con el motor más potente hasta ese momento y con una novedosa caja de cambios. Los mismos eran el motor "230" de 3.769 cm³, y la caja de cambios Corvette de 4 velocidades con selectora a gatillo, lanzados precisamente ese año. El Super Sport, equipado con este dúo motor-caja, erogaba una potencia de 127 HP. además de venir equipado con un Carburador Holley RX 7214-A de 1 boca. Recién a finales de 1968 con la llegada del nuevo restilyng adoptaría definitivamente el motor "250" de 4.097 cm³, También trajo un nuevo retoque a su frente pasando a llevar 2 pares de faros redondos.
Ese mismo año, el piloto Carlos Alberto Pairetti, se coronaba Campeón de TC, piloteando un prototipo Chevrolet llamado el «Trueno Naranja», nombre adoptado debido al color de la unidad, y equipado con un motor "250" con caja de cambios de Chevrolet Corvette.
En el año 1969 se renueva el frente enmarcando los faros redondos por unos marcos cuadrados y la parte trasera sufre una modernización, por otro lado hace su aparición el Chevy un automóvil deportivo que se convirtió en el más afamado en la historia de la marca ya que todavía sigue siendo utilizado para competir en la principal categoría automovilística del país (Turismo Carretera). La idea era ofrecer dos coches compactos en el mismo segmento C , un coche de lujo con características deportivas por un lado (400), y un deportivo nato y más moderno por el otro (Chevy). Lo que no se tuvo en cuenta es que, las ventas del Chevy se incrementaron en desmedro de su hermano mayor, el 400, provocando así una autocompetencia entre ambos modelos.

### El final del Chevrolet 400
En 1970, se lanza la línea "Rally Sport" con la base de la carrocería Special, una versión deportiva más económica que el "Super Sport". Venía con el motor denominado "194" pero a principio de "1972" se le cambian las gráficas, con carácter más agresivo y para ello adopta el motor más grande de la línea el "250", equipados con un Carburador Holley de 1 boca, y acoplados a la caja de 4 velocidades. Estas versiones venían con diferentes tonos de color característicos de esta serie: Blanco, Rojo con rayas laterales negras, Celeste con rayas laterales blancas o el más conocido Naranja con bandas laterales negras. Se destacaba además el logotipo "RS" en la parte trasera del coche y una nueva parrilla, para diferenciarlo del Super Sport con 2 faros en vez de 4.
Por otro lado se empieza a comercializar la versión diésel que estaría equipada con el motor y la caja del entonces (Rastrojero) Indenor XD 4.88 dicha denominación hace referencia a 4 cilindro y 88 milímetros de diámetro de cada uno. 
En 1974, finalizó la producción del Chevrolet 400 habiéndose fabricado 93.000 unidades. Fue reemplazado por completo por el Chevy Malibú, indicando que General Motors apostaría todo al Chevy. Sin embargo, ese mismo año, se usó el motor "194" del Chevrolet 400 para iniciar el proyecto de lo que sería su sucesor indirecto en Argentina: el Opel K-180.

## Motorizaciones
Chevrolet 400 Diésel

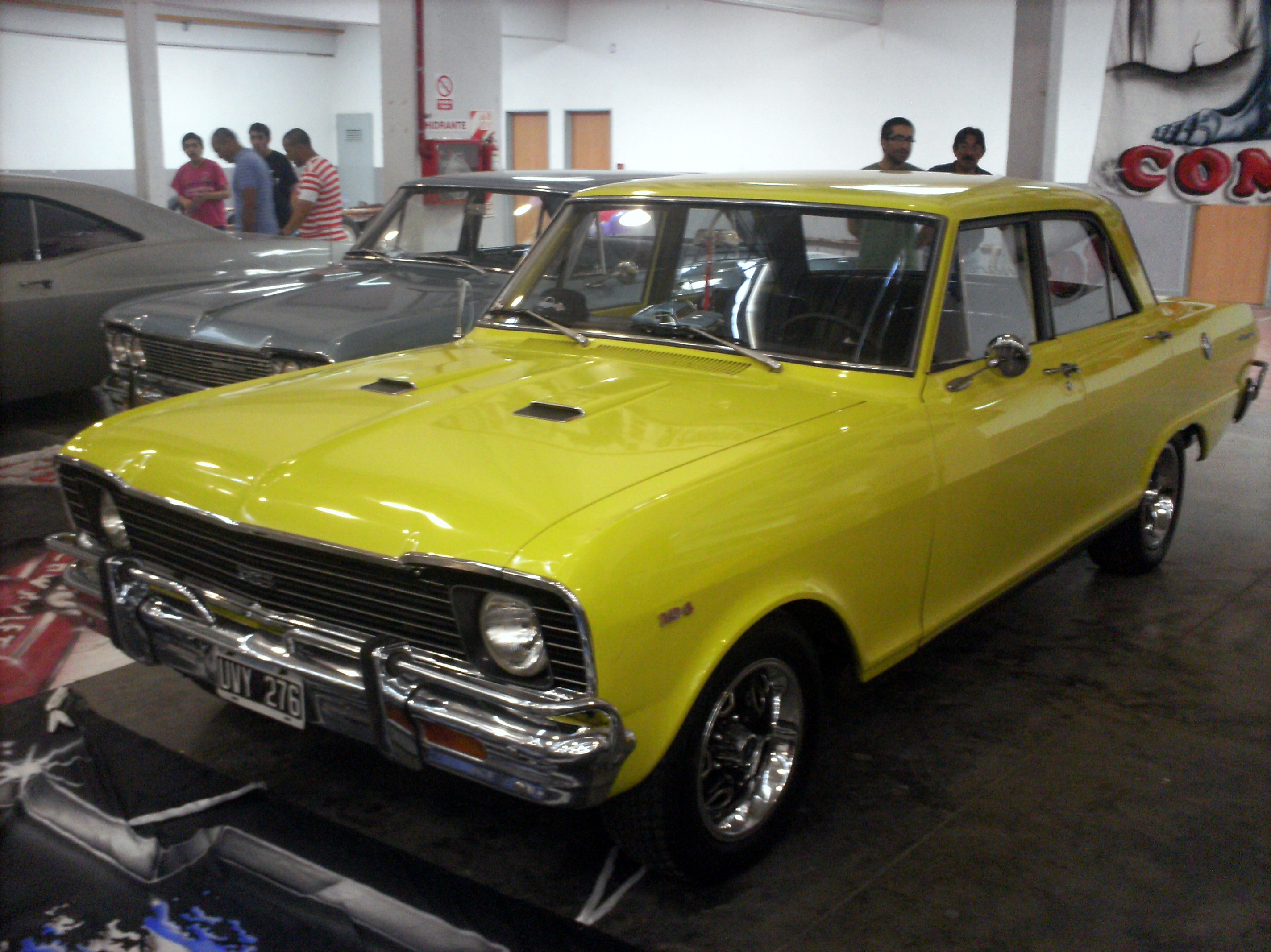
Edición del 400 que tomó el nombre de 194.

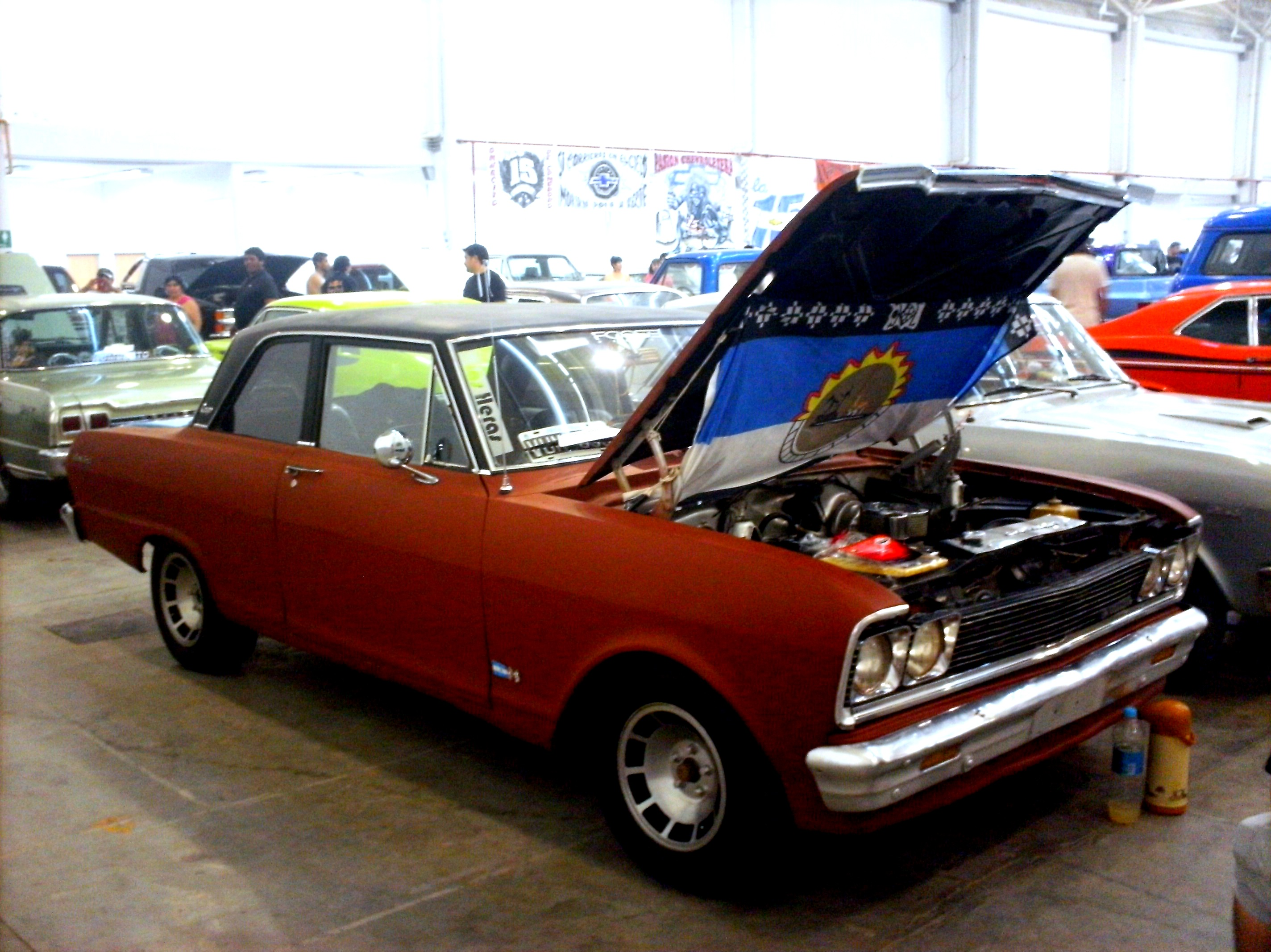
Coupé deportiva de este modelo.

- 118: 2,0 l (118 plgs³) L4  - Indenor XD 4.88  - 68 hp

Chevrolet 400 Std
- 194: 3,1 l (194 plgs³) L6  - 106 hp

Chevrolet 400 Special
- 194: 3,1 l (194 plgs³) L6  - 106 hp
- 230: 3,8 l (230 plgs³) L6  - 127 hp

Chevrolet 400 Súper y Súper DeLuxe
- 230: 3,8 l (230 plgs³) L6  - 137 hp
- 250: 4,1 l (250 plgs³) L6  - 155 hp

Chevrolet 400 Súper Sport
- 250: 4,1 l (250 plgs³) L6  - 155 hp

Chevrolet 400 Rally Sport
- 194: 3,1 l (194 plgs³) L6  - 106 hp
- 230: 3,8 l (230 plgs³) L6  - 127 hp
- 250: 4,1 l (250 plgs³) L6  - 155 hp

## Ámbito deportivo
El Chevrolet 400 hizo su debut en el TC en los años '60 en el mismo momento en que comenzaron a aparecer los primeros compactos en el automovilismo nacional. El prototipo Chevitú armado por el famoso piloto Froilán González (derivado del Chevrolet Nova estadounidense, matriz del 400), fue el pionero en esta actividad recibiendo elogios y rechazos por igual. El «400», fue piloteado en TC por varios volantes, entre los que se destacaron Jorge Cupeiro, Carlos Marincovich, Jorge Martínez Boero y Carlos Giay, entre otros.

### Prototipos Chevrolet
Los Prototipos Chevrolet fueron una camada de vehículos presentados por diferentes preparadores, que motorizaron a sus máquinas con motores Chevrolet.